# День памяти журналистов, погибших при исполнении профессиональных обязанностей
День памяти журналистов, погибших при исполнении профессиональных обязанностей – памятный день, в который вспоминают журналистов, отдавших свои жизни в связи с родом своей деятельности. Вспоминают коллег 15 декабря.

## История
Дата установлена Союзом журналистов России в 1991 году после убийства корреспондента телевидения Виктора Ногина и оператора Геннадия Куренного, известного как Трагедия в Костайнице. Изначально погибших коллег вспоминали 11 декабря, но вскоре памятный день перенесли на 15 декабря.

## Мероприятия
Традиционно в этот день журналисты и родственники погибших собираются в Центральном доме журналиста, проходит возложение цветов к мемориальным табличкам, проходят показы фильмов и памятные уроки в вузах и школах.
Большинство мероприятий организуется Союзом журналистов России и его региональными отделениями при поддержке органов власти, политических деятелей и факультетов журналистики.
Памятные мероприятия проходят в Москве, Грозном, Пскове, Цхинвале, Донецке, Луганске, Симферополе и других городах. В школах в этот день проходят памятные уроки.
В 2022 году Союз женщин России организовал вечер памяти с показом фильмов о погибших журналистах, депутаты Госдумы - журналисты и телеведущие Петр Толстой, Евгений Ревенко и Евгений Попов возложили цветы к мемориальной доске Андрея Стенина, медиахолдинг Life выпустил фильм «Последний репортаж». 

## Убийства журналистов
Более 300 российских журналистов погибли при выполнении профессионального долга. По данном Союза журналистов России каждый год гибнет от 10 до 20 репортёров.
К наиболее громким убийствам относят убийства Виктора Ногина, Геннадия Куренного, Андрея Стенина, Дмитрия Холодова, Анатолия Кляна, Анны Политковской, Антона Волошина, Владислава Листьева, Владимира Мезенцева, Артёма Боровика, Натальи Эстимировой, Анастасии Бобуровой, Орхана Джемаля, Александра Расторгуева, Дарьи Дугиной и других.